# مصر.
‎ （羅馬化為） (DNS名稱為".xn--wgbh1c")是埃及的阿拉伯語國際化國家及地區頂級域。
而埃及的傳統國家及地區頂級域是.eg。